# M/F Mette Mols (1975)
M/F Mette Mols, nu Moby Kiss, er en ro-pax færge, der er bygget på Helsingør Skibsværft og Maskinbyggeri A/S og afleveret i 1975 til Mols-Linien.

## Historie
Den 5. december 1972 udsendte Mols-Linien en pressemeddelelse, at man havde indgået kontrakt med Helsingør Skibsværft og Maskinbyggeri A/S om bygning af to søsterskibe til levering i i november 1974 og april 1975 til overfarten Ebeltoft-Sjællands Odde. Færgerne skulle bygges som tredækker med to faste bildæk og et flytbart hængedæk, der ville gøre dem til de største privatejede bilfærger. Begge færger ville få kapacitet til enten 360 personbiler (forberedt på 400) eller 150 personbiler og 28 lastvogne, samt en passagerkapacitet på 1.500.
Den første færge, der fik byggenummer 405, blev kølstrakt den 13. september 1973, og ved søsætningen 26. juli 1974 blev den navngivet "Mette Mols" og hjemskrevet i Ebeltoft. Noget forsinket blev færgen afleveret til Mols-Linien 26. februar 1975 og indsat i trafik på Odden-Ebeltoft ruten 17. marts samme år.
"Mette Mols" var i de første driftår på Mols-Linien udsat for en del uheld med materiel skade, såsom grundstødninger, bovportsproblemer, maskineksplosion, skorstensbrande og påsejlinger af molerne og færgelejerne i både Ebeltoft og på Sjællands Odde. Disse uheld fik Holbæk Amts Venstreblad året efter indsættelsen af "Mette Mols" til at omtale hende som "Ulykkesfuglen". Søsteren M/F Maren Mols havde lignende uheld.

### Ombygninger
"Mette Mols" gennemgik en del ombygninger i sit virke for Mols-Linien. I forbindelse med værftsopholdet i februar 1985 blev der påmonteret et stålskelet på det åbne soldæk oven over færgens forreste kommandobro, og igennem 3½ måned blev byggearbejdet færdiggjort, så den nye panoramasalon stod klar til sommertrafikken med 216 ekstra siddepladser.
I 1989 blev den agterste salon på båddækket ombygget til Nauticon-salon, der gav mulighed for at forretningsrejsende og store grupper kunne afholde forretningsmøder mv. på sejlturen over Kattegat.

### Salg til Marokko
Som følge af, at byggeriet af Storebæltsforbindelsen var påbegyndt i juni 1988, blev Mols-Linien tvunget til at foretage kontrahering af ny tonnage til Odden-Ebeltoft for at kunne stå med gode kort i kampen om kunderne. Det betød, at søsterfærgerne "Mette Mols" og "Maren Mols" skulle sælges. Kontraheringen af nybygningerne skete den 22. august 1994, og de skulle være klar til drift i sommeren 1996. Indtil de nye færger var klar til drift, charterede Mols-Linien A/S derfor de nuværende færger af DIFKO.
26. marts 1996 fik "Mette Mols" nyt navn, hun kom til at hedde "Mette Mo", da den anden nybygning hos Ørskovs Stålskibsværft skulle navngives "Mette Mols". Gamle "Mette Mo" sejlede derfor sin sidste tur mellem Ebeltoft og Sjællands Odde den 6. juli 1996 og blev derefter lagt op i Grenaa.
12. november 1996 kunne DIFKO 62 meddele, at "Mette Mo" var solgt til Compagnie Maritime Marocco-Norvegienne S.A. Tanger, Marokko, og at hun ville blive omdøbt til "Banassa" ved afsejlingen fra Danmark. To dage efter satte "Banassa" kursen mod Gibraltar-strædet, hvortil hun ankom den 19. november 1996. Her blev der foretaget afprøvning af færgelejerne i Algeciras og Tanger, før "Banassa" indgik til værftseftersyn, hvor hun blev ombygget og moderniseret.
Ved ombygningen blev følgende foretaget:
- Opgradering af sikkerhed jf. de nyeste regulativer, herunder vandindtrængen på bildæk.
- En ekstra vandtæt port blev indbygget bag laderampen ved bovporten.
- Indbygning af ny intern opkørselsrampe fra hængedækket i styrbordsside til øverste bildæk. Der var ikke opkørselsramper i Algericas og Tanger
- Ekstra passagerfaciliteter i styrbordsside på Restaurantdækket. Kabyssen blev placeret andet sted i skibet.
- Ny bemaling.

På værftet foretog man endnu en navneændring, så "Banassa" skiftede navn til "Banasa".
I sommeren 2003 blev "Banasa" ramt af et uheld, da en af de fire hovedmotorer brød sammen, hvilket bevirkede at overfartstiden mellem Algeciras og Tanger blev længere. Comarit tog derfor konsekvensen og kontaktede MAN/B&W for at forhøre, om man dels havde de gamle konstruktionstegninger til B&W HV 6S50HU, og om man i så fald kunne levere nye hovedmotorer fra samme serie. MAN-B&W havde i mellemtiden udviklet en ny type dieselmotor MAN-B&W 8L27/38 Diesel, som man tilbød som erstatning til de aldrende motorer. Comarit accepterede tilbudet, og "Banasa" sejlede til Frederikshavn i slutningen af oktober 2003 for motorrenovering, der var afsluttet i slutningen af marts 2004. På tilbageturen sejlede "Banasa" til Blohm&Voss-skibsværftet i Hamburg, hvor der blev påbygget sponsontanke agter til at forbedre stabiliteten. M/F "Banasa" var tilbage i ordinær drift i maj 2004.

### Konkurs, salg til ophug, redning og videresalg
Comarit kom under finanskrisen ud i store økonomiske problemer, da flere konkurrerende rederier på Gibraltarstrædet indsatte nyere færger, der desuden sejlede hurtigere. Samtidig havde rederiet ikke betalt havnepenge til havnemyndighederne i Algeciras i længere tid. Disse problemer medførte, at sejladsen blev stoppet i slutningen af februar 2012, og færgerne blev lagt op i Algeciras. Efter tre års stilstand besluttede de spanske havnemyndigheder i Algeciras at sætte de oplagte færger fra Comarit til salg på auktion, da de gerne ville have frigjort kajplads, samt sikre at kreditorerne fik deres tilgodehavende.
Beslutningen om "Banasa" lod ikke vente længe på sig, hun blev solgt til ophugning i Aliaga. Mange færgeentusiaster i Europa begræd denne triste skæbne for "Banasa", tidligere "Mette Mols", da hun på det tidspunkt var 40 år gammel. "Banasa" blev taget på slæb den 7. august 2015 og ankom til ophugningspladsen 14 dage senere, hvorefter hun blev sat på stranden. En måned senere begyndte rygterne at løbe på diverse færgefora, om at nogen havde købt "Banasa", mens hun afventede ophugningen, og havde planer om at indsætte hende i drift. Kort tid efter blev det offentliggjort, at køberen var European Seaways, der ville istandsætte "Banasa" og indsætte hende i drift mellem Italien og Albanien under navnet "Galaxy". "Banasa" blev slæbt til Perama i Grækenland for istandsættelse. Hun ankom hertil den 16. oktober 2015.
I begyndelsen af december 2015 offentliggjorde det italienske færgeselskab Moby Lines, at de havde købt "Banasa" af European Seaways og efter endt renovering og opgradering ville indsætte hende mellem Livorno på den italienske vestkyst og Bastia på Korsika under navnet "Moby Kiss" i sommeren 2016. Straks herefter blev "Banasa" slæbt fra Perama til Valletta på Malta, hvor istandsættelsen blev påbegyndt.

### Moby Lines
"Moby Kiss" blev omflaget fra cypriotisk til italiensk flag den 27.juni 2016, hvorefter skibet dagen efter afsejlede mod Livorno, hvortil skibet ankom torsdag den 30.juni 2016 om formiddagen. Færgen blev kort efter indsat i fart mellem Livorno og Bastia på Korsika. Efter afslutningen af sommertrafikken mellem Livorno og Bastia sejlede "Moby Kiss" til Genova for vinteroplægning og værftseftersyn.
I begyndelsen af marts 2017 bekendtgjorde Moby Lines, at "Moby Kiss" ville blive indsat mellem Pionbino og Portoferrario på øen Elba i slutningen af den pågældende måned. Færgen blev præsenteret i de to byer i dagene 21-22.marts, hvorefter den kort tid efter indgik i farten.